# Gastein Ladies 2011
Il Gastein Ladies 2011 è stato un torneo femminile di tennis giocato sulla terra rossa. È stata la 5ª edizione del Gastein Ladies, che fa parte della categoria International nell'ambito del WTA Tour 2011.
Si è giocato a Bad Gastein in Austria, dall'11 al 18 luglio 2011.

## Partecipanti

### Teste di serie
| Giocatrice                 | Nazionalità | Ranking* | Testa di serie |
| -------------------------- | ----------- | -------- | -------------- |
| Julia Görges               | Germania    | 16       | 1              |
| Jarmila Gajdošová          | Australia   | 29       | 2              |
| Lucie Hradecká             | Rep. Ceca   | 42       | 3              |
| Iveta Benešová             | Rep. Ceca   | 44       | 4              |
| Lourdes Domínguez Lino     | Spagna      | 45       | 5              |
| Simona Halep               | Romania     | 54       | 6              |
| Barbora Záhlavová-Strýcová | Rep. Ceca   | 60       | 7              |
| Ksenija Pervak             | Russia      | 61       | 8              |

- Ranking al 4 luglio 2011.

### Altre partecipanti
Giocatrici che hanno ricevuto una Wild card:
- Nikola Hofmanová
- Melanie Klaffner
- Patricia Mayr-Achleitner
- Yvonne Meusburger

Giocatrici passate dalle qualificazioni:

- Dia Evtimova
- Paula Ormaechea
- Nastja Kolar
- Sofia Shapatava

## Campionesse

### Singolare
María José Martínez Sánchez ha sconfitto in finale  Patricia Mayr-Achleitner per 6-0, 7-5.
- È stato il 1º titolo dell'anno per María José Martínez Sánchez, il 4° della sua carriera.

### Doppio
Eva Birnerová /  Lucie Hradecká hanno sconfitto in finale  Jarmila Gajdošová /  Julia Görges per 4-6, 6-2, [12-10].